# 旧支配者
旧支配者（きゅうしはいしゃ、Great Old Ones、Old Ones）は、クトゥルフ神話に登場する架空の神々、邪神（じゃしん）の別名。一般名詞の邪神に準じて使われる。
Great Old One、Great Old Onesの邦訳語であり、そのまま「グレート・オールド・ワン」と呼ばれるほか、「古き神々」「古ぶるしきもの」などと訳される。ただ実際のところ、用法や意味はあまり統一されておらず、同作品内でも「邪神 Evil God、Evil One」「古きもの Ancient One、Elder One」など複数の呼称が用いられることがある。
グレート・オールド・ワンズの初出は、ハワード・フィリップス・ラヴクラフトの短編小説『クトゥルフの呼び声』（執筆1926/発表1928）であり、クトゥルフがその大祭司と呼ばれている。邪神の総称としての旧支配者が定着したのは、フランシス・レイニーの『クトゥルー神話小辞典』（初期版1942）以降となる。
外なる神（そとなるかみ、The Outer Gods）についても述べる。

## 概説
小説家ハワード・フィリップス・ラヴクラフト（以下HPL）の作品をもとに、彼のファン兼自身も小説家であるオーガスト・ダーレスが、世界観を体系化したものがクトゥルフ神話であり、設定が共有されて複数の作家によって書き継がれている。
旧支配者は、クトゥルフ神話の作品群に登場する「人類史以前に地球を支配していた」とされている存在（神々）である。当初のHPL作品において、これらは、善悪で把握できる存在として描かれていなかったが（ラヴクラフト神話を参照）、ダーレスがアレンジして、善の旧神と対立する邪神のカテゴリとして設定された。
ダーレスらによる設定では、旧支配者は四大霊（火、水、大地、大気）の勢力・派閥があり、結託や対立が存在する。人類史西暦現代では活動が制限されているが、これも星辰の移り変わりによるものとも、旧神との戦いに敗れて幽閉されたためともいう。いずれにせよ、眷属や信者が主の復活を画策しており、仮に旧支配者が復活すれば、人類の文明など、あっけなく滅ぼされてしまうだろうとされている。
HPLは神々として、蕃神（万物の王アザトース、神々の使者ナイアーラトテップ）と旧支配者（外のヨグ＝ソトース、大祭司クトゥルフ）の2タイプを書いた。その後に、ダーレスらが邪神の総称としての「旧支配者/グレート・オールド・ワン」の呼称を定着させた。結果、もとの設定を継承しつつも、アザトースは邪神の最高位に位置付けられ、ナイアーラトテップは旧支配者たちの使者という側面が強くなる。後にさらなる上位カテゴリとして、外なる神という区分が登場する。
グレート・オールド・ワンズを日本語訳で旧支配者としたのは、ダーレス神話の「これらの神性が、かつて宇宙を支配していたが失権した」という設定を踏まえた意訳であり、HPLの意図に基づく正確な訳とは言えない面もある。
グレート・オールド・ワン（旧支配者）の定義は、1943年レイニーの『小辞典』では「外宇宙から飛来したアザトース以下の神々」（＝最初から地球にいたやつらは違う）、1957年カーターの『神神』では「ウボ＝サスラが地球上で産み出した神々」（＝地球外から来たやつらは違う）となっており、最初の2事典の時点で完全に矛盾する。また外なる神の元ネタはカーター『神神』の外宇宙から飛来した邪神とおぼしいが、いざ成立した外なる神カテゴリはクトゥルフやツァトゥグァを含まない。

## 分類法

### 四大霊
邪神たちを、古代ギリシャ自然哲学のいわゆる四元素に当てはめる分類法。精霊説、などとも。ダーレス神話にて顕著にみられる分類法であり、オーガスト・ダーレス、フランシス・レイニー、リン・カーターなどが整理した。水と風、地と火は敵対する。水の首領をクトゥルフ、風の首領をハスター、火の首領をクトゥグアとすることは、どの分類法でも概ね共通している。
- 1943年レイニーの『小辞典』：水（クトゥルフ、ダゴン）、風（ハスター、ロイガー、ツァール、イタカ）、地（ヨグ＝ソトース、シュブ＝ニグラス、ツァトゥグァ、ガタノトーア、ニオス＝コルガイ）、火（クトゥグア）。地は曖昧な書き方をされており、他にもいることが示唆されている。
- 1957年カーターの『神神』：風（ハスター、ツァール、イタカ、ロイガー）、水（ダゴン、ヒュドラ、クトゥルフ）、地（ツァトゥグァ、ヨグ＝ソトース、ナイアーラトテップ、シュブ＝ニグラス、ナグ、ニョグタ、ハン）、火（クトゥグア）。他の神々は「四大霊のどれかに分類されるだろうが未整理」ということになっている。
- 1988年没カーターの『ネクロノミコン』：海（クトゥルフたち）、空気（ハスターたち）、大地（シュブ＝ニグラスたち）、火（クトゥグアたち）、第五元アイテール（アザトース、ヨグ＝ソトース、ナイアーラトテップ）[3]

ダーレス神話の欠点として、善悪二元論と共に、ラヴクラフト神話を矮小化したと、批判に晒されることが多い分類法である。また「クトゥルフが海底に封じ込められているというのは矛盾する」「クトゥルフのテレパシーは海水で遮られている」「あらゆる時空と場所に存在するヨグ＝ソトースがなぜ地の精霊に結びつくのか」「なぜ水/火、風/地ではないのか」など指摘を受けることもある。
ダーレス神話の登場人物たちが主張する四大霊と善悪二元論が、作中で何の文献を論拠にしているのかは判然としない。後のカーターの頃になると、16世紀頃にダレット伯爵が分類したとか、ネクロノミコンに記されていることになる。
ほか、ロバート・ターナーの『ネクロノミコン註解』では、火にアザトースとヨグ＝ソトースを、エーテルにナイアーラトテップを分類する。ダニエル・ハームズの『エンサイクロペディア・クトゥルフ』では、新邪神として地にシアエガを、水にガタノトーアとゾス＝オムモグを分類しつつも、四大霊の難点を幾つも指摘したうえで、役に立たないと結論している。
四大霊カテゴリはダーレス神話、『クトゥルー・オペラ』、『邪神伝説シリーズ』などで採用されている。またエレメントではなく邪神同士の関係性（クトゥルフとハスターの対立など）のみが限定採用されることがある。
ダーレスは水邪神と風邪神の作品を量産した。さらに地と火の対立をテーマに1作仕上げたが、火はクトゥグアが燃えるだけ、地は実質的に「その他」の邪神を詰め込んでおくゴミ箱カテゴリでぐちゃぐちゃとなり、次世代作家が状況の改善を試みている。

### 外なる神
1980年代に、ケイオシアム社のTRPG『クトゥルフの呼び声』にて用いられ始めた。サンディ・ピーターセンによる分類法。魔王アザトース、副王ヨグ＝ソトース、使者ナイアーラトテップなどという顔ぶれ。ダーレスらによって体系化された旧支配者カテゴリから、再び蕃神を切り離したものに近い。トルネンブラやトゥールスチャなどは、無名の怪物や怪現象に新たに名前をつけて外なる神に位置付けた例である。
外なる神カテゴリはクトゥルフ神話TRPG、『邪神伝説シリーズ』などで採用されている。旧支配者と外なる神を厳密に区別すべきという主張もあるが、無理があるのか大元たるクトゥルフ神話TRPGですら近年は曖昧に濁す傾向にある。

### その他の分類法
レッサー・オールド・ワン
リン・カーターが提唱した。グレート・オールド・ワンに対比した名称であり、より格の劣る、奉仕種族長老クラスの小神カテゴリ。小物ゆえに、幽閉されていないというメリットがある。
クトゥルフ眷属邪神群（CCD）
ブライアン・ラムレイの世界観における、旧支配者の呼称。邪神の王がクトゥルフであるためである。人類の対邪神組織であるウィルマース・ファウンデーションが用いる。
旧支配者の七帝
ドナルド・タイスン版『ネクロノミコン』の分類。アザトース、ダゴン、ナイアーラトテップ、イグ、シュブ＝ニグラス、ヨグ＝ソトース、クトゥルフ。七神全てHPLが創造した神であり、スミス神話の要素が入っていない。
唯一の存在
TRPG独自カテゴリ。種族の長だったり、分類不能の単一のクリーチャーなど。レッサー・オールド・ワンとも重複する。
d20版
『コールオブクトゥルフd20』では、神を3つの面からカテゴリしている。3評価軸には重複がある。
1. 真の神々と偽りの神々：真の神々＝外なる神で、偽りの神々＝グレート・オールド・ワンのこと。
2. 来訪者タイプ[注 5]とグレート・オールド・ワンタイプ
3. 4ランク：半神、下級神、中級神、上級神。

3柱の外なる神（死のアザトース、生のシュブ＝ニグラス、時間のヨグ＝ソトース）が三位一体をなす。上級神はアザトースのみ、中級神がシュブ＝ニグラスとヨグ＝ソトース。
ゾティークの神
クラーク・アシュトン・スミスによる、終末大陸ゾティークにおける神々・魔神。設定上は、古代ハイパーボリアなどで信仰された神々が名前を変えて戻ってきたとされている。
クトゥルフ神話との関連度合はあまり高くない。ニオス・コルガイとモルディギアンがクトゥルフ神話に組み込まれ、またタサイドンはゾティークの複数作品に頻出する。
ルー＝クトゥの魔神たち
「大いなる力の渦」ルー＝クトゥから産まれた魔神たち。ジェームズ・アンビュール独自の神性カテゴリ。日本では未訳。
ルー＝クトゥ、三柱の主神、および多数の魔神たちで構成される。魔神の一柱がバイアグーナ（Byagoona）である。

## 神々の系譜
邪神には「家系図」がある。代表例がHPラヴクラフトとCAスミスの異なる2系譜であり、さらに統合体系化したリン・カーターの系譜がある。

### HPラヴクラフト
アザトースから3つの存在（<無名の霧>、<闇>、ナイアーラトテップ）が生まれた。<無名の霧>の子がヨグ＝ソトース。<闇>の子がシュブ＝ニグラス。ヨグ＝ソトースとシュブ＝ニグラスの子が、双子神ナグとイェブ。ナグの子がクトゥルフ、イェブの子がツァトゥグァ。

### CAスミス
ツァトゥグァの父方がアザトースの系譜（HPLのアザトースの系譜とは異なる）、母方がイクナグンニスススズの系譜である。父ギースグースと母ズスティルゼムグニの間にツァトゥグァが生まれた。
文献「プノムの羊皮紙文書」に記されているという設定になっており、そこからエイボンの書にも記されている可能性が高い。

### 後期リン・カーター
旧神がアザトースとウボ＝サスラの双子を創造した。
1. 外宇宙のアザトースから、サクサクルース、ヨグ＝ソトース、ナイアーラトテップが生まれた。ヨグ＝ソトースの異母の子たちがクトゥルフ、ハスター、ツァトゥグァ[注 6]、ヴルトゥーム。クトゥルフの子がゾス三神。ハスターとシュブ＝ニグラスの子がイタカ、ロイガー、ツァール。ツァトゥグァの子がズヴィルポグア（オサダゴワア）と太祖ヴーアム（ヴーアミ族の祖）。
2. 地球のウボ＝サスラから、様々な神が生まれた。

四大霊カテゴリを含む。カーターの作品中では無名祭祀書やネクロノミコンに記されているとされている。

### クトゥルフ神話TRPG
既存の諸系譜を参考にしつつ、系譜を確定していない。

### その他
ダーレス神話（ダーレス、レイニー、初期カーター）
クトゥルフとハスターが近縁（半兄弟と表現される）。ハスターの妻がシュブ＝ニグラス。四大霊カテゴリの元祖。
ダーレスは系図そのものを書くことはなかったが、諸設定はカーターに採用され、ラヴクラフト、スミスと並んで体系化のための材料になっている。
風見潤『クトゥルー・オペラ』
アブホースとウボ＝サスラから神々が生まれた。さらに別個に、ヨグ＝ソトース、ツァトゥグァ、クトゥルフがいる。四大霊カテゴリを含む。

## 主な邪神
以下に、主な邪神（旧支配者）の名前を挙げる。ただし、人間には正確な発音は不可能なものと設定されており、これらはあくまで仮のものとされる。日本語訳ではカタカナ表記の統一されていないものが多い。括弧内は主な表記。
- A：Abhoth（アブホース/アブホート）、Aphoom-zhah（アフーム＝ザー）、Atlach-Nacha（アトラク＝ナクア/アトラック＝ナチャ）、Azathoth（アザトース/アザトホート/アザトホース）
- B：Bokrug（ボクルグ/ボクラグ）、Bugg-Shash（バグ＝シャース）、Byagoona(バイアグーナ)、Byatis（バイアティス/ビアティス）
- C：Chaugnar Faugn（チャウグナル・ファウグン/クァウグナール・フォーン）、Cthugha（クトゥグア）、Cthulhu（クトゥルー/クトゥルフ/クルウルウ/ク・リトル・リトル）、Cyaegha（シアエガ）、Cynothoglys（キノトグリス）
  - 【クトゥルフの一族】[注 7]：Ghatanothoa（ガタノトーア/ガタノソア）、Ythogtha（イソグサ/ユトグタ）、Zoth-Ommog（ゾス＝オムモグ）、Cthylla (クティーラ/クティラ)、Idh-yaa（イダー＝ヤアー/イダ＝ヤー）、Kassogtha (カソグサ/カスソグサ/カソーグタ)、Nctosa and Nctolhu (ヌクトーサとヌクトルー)、D'numl (ドヌムル)
- D：Dagon and Hydra（父なるダゴンと母なるヒュドラ）、Daoloth（ダオロス）
- E：Eihort（アイホート）
- F：
- G：Glaaki/Gla'aki（グラーキ）、Ghadamon（ガダモン）、Ghroth（グロース）、Gol-goroth（ゴル＝ゴロス）、Groth-Golka(グロス＝ゴルカ)
- H：Han(ハン)、Hastur（ハスター/ハストゥール）、Hydra（ヒュドラ/ハイドラ）
- I：Iod （イオド）、Ithaqua（イタカ/イタクァ/イトハカ）
- J：Juk-Shabb（ジュク＝シャブ）
- K：Koth（コス/夢の神）
- L：Lam（ラム）、Lloigor and Zhar（ロイガーとツァール）
- M：Miivls and Vn'vlot (ミイヴルスとヴンヴロト)、Mlandoth and Mril Thorion(ムランドスとムリルソーリオン)、M'Nagalah（ムナガラー）、Mnomquah（ムノムクア）、Mordiggian（モルディギアン）、Mynoghra（マイノグーラ）
- N：Narrathoth（ナラトゥース）、Ngyr-Khorath（ヌギル＝コーラス）、Nios-Korghai（ニオス・コルガイ）、Nug and Yeb（ナグとイェブ）、Nyarlathotep（ナイアーラトテップ/ナイアルラトホテップ/ニャルラトホテプ）、Nyogtha（ニョグタ）
- O：Oorn（オーン）、Othuum（オトゥーム）、Othuyeg（オスイェグ）
- P：Pharol(ファロール)、PneephTaal(プニーフタール)
- Q：Quachil Uttaus（クァチル・ウタウス）、Q'yth-az（クィス＝アズ/キーザ）
- R：Rhan-Tegoth（ラーン＝テゴス/ラン＝テゴス）、Rlim Shaikorth（ルリム・シャイコース）
- S：Shal-Wiggult(シャル＝ウィグルト)、Shub-Niggurath（シュブ＝ニグラス/シュブ＝ニグラート/シュブ＝ニグラト）、Shudde M'ell（シュド＝メル/シャド＝メル）、Shuma-Gorath（シュマゴラス）、S'ngac（スンガク）
- T：Tru'nembra（トルネンブラ）、Tsathoggua（ツァトゥグァ）/Zhothaqquah（ゾタクア）、Tulzscha（トゥールスチャ）
  - 【ツァトゥグァの一族】[注 8]：Cxaxukluth（クグサクスクルス/サクサクルース）、Ghisguth（ギズグス/ギースグース）、Hziulquoigmnzhah（フジウルクォイグムンズハー）、Ycnagnnisssz(イクナグンニスススズ)、Zstylzhemghi（ズスティールゼームグニ）、Shathak（シャタク）、Zvilpogghua（ズヴィルポグア）、Sfatlicllp（スファトリクルルプ）
- U：Ubb（ウブ）、Ubbo-Sathla（ウボ＝サスラ/ウボ＝サトゥラ）、Ut'ulls-Hr'ehr(ウトゥルス＝フルエフル/ウーツル＝ヘアー)
- V：Vulthoom（ヴルトゥーム）
- W：
- X：
- Y：Y'golonac（イゴールナク/イゴーロナク）、Yhoundeh（イホウンデー）、Yibb-tstll（イブ＝ツトゥル/イブ＝スティトル）、Yidhra（イドーラ/イドラ）、Yig（イグ/蛇神）、Yog-Sothoth（ヨグ＝ソトース/ヨグ＝ソトホート/ヨグ＝ソトホース）、Yomagn'tho（イォマグヌット/ヤマンソ）
- Z：Zathog（ザソグ）、Zushakon（ズシャコン）、Zyhume （ジヒュメ）
- 他：黄衣の王、無名の霧、闇、ハックスーの球神群

## 日本人作家が創造した邪神
- 朝松健：Yoth-Tlaggon（ヨス＝トラゴン）
- 菊地秀行『退魔針』：ムー三神（ラ・ムー、コゴス、ジッグ）、ジッグ神三将（ヴ＝トラ、ベベスマ、ゾアホーガ）、破滅の三魔神（ザグナス＝グド、ドリュリュ、アゾト）[注 9][12]
- 黒史郎：ラゴゼ・ヒイヨ[13]
- 機神飛翔デモンベイン：ズアウィア

## オールド・ワンズ
HPLは「オールド・ワンズ」「グレート・オールド・ワンズ」という語を多義語として用いた。この語が指す対象はバラバラなのだが、日本ではひとまとめに邪神の総称としての「旧支配者」と訳されたために、混乱が生じたことが指摘されている。HPLの個別作品における、この語が示す対象を列挙する。
- 『クトゥルフの呼び声』では、クトゥルフはグレート・オールド・ワンズの大祭司である。
- 『ダンウィッチの怪』では、クトゥルフはオールド・ワンズの縁者とされる。
- 『墳丘の怪』では、オールド・ワンズとは古代の地底種族のこと。彼らはクトゥルフやイグを信仰した。
- 『闇に囁くもの』では、菌類の異称がオールド・ワンズである。
- 『狂気の山脈にて』では、オールド・ワンズ、グレート・オールド・ワンズという語が、樽型ウミユリ状生物を指す。彼らはクトゥルフたちの敵対者である。
- 『インスマウスの影』では、「オールドワンズの印」という退魔のアイテムへの言及がある。
- 『博物館の恐怖』によると、ラーン＝テゴスが死ぬと、オールド・ワンズは二度と戻れなくなるという。

ここでクトゥルフだけに着目しても、同じ語が、クトゥルフと、クトゥルフの縁者と、クトゥルフの信者種と、クトゥルフの敵対種を指しており、全て別物である。
HPLの設定では太古の地球にオールド種族とエルダー種族とグレート種族がおり、固有名詞ではなく、さらに上述のように他の種族や神をオールドと呼んだりもしているため、語だけでは区別がつかない。

## 創造者ごとの邪神
- ハワード・フィリップス・ラヴクラフト:多数。ヨグ＝ソトース、クトゥルフなど
- クラーク・アシュトン・スミス：多数。ツァトゥグァ、ウボ＝サスラなど
- ロバート・E・ハワード：無名邪神（ゴル＝ゴロス？）
- オーガスト・ダーレス：多数。ロイガーとツァール、イタカ、クトゥグアなど
- ロバート・ブロック：エジプトの邪神
- ヘンリー・カットナー：ニョグタ、イオド、ヴォルヴァドス
- ラムジー・キャンベル：グラーキなど
- ブライアン・ラムレイ：シュド＝メルなど
- リン・カーター：ゾス三神など